# إبراهيم اليازجي
 إبراهيم بن ناصيف بن عبد الله بن ناصيف بن جنبلاط اليازجي (2 مارس 1847 - 1906) هو لغوي وناقد وأديب لبناني ولد في بيروت في بيت علم إذ إن أباه هو الشاعر اللبناني المعروف ناصيف اليازجي.
يعدّ إبراهيم اليازجي من رواد النهضة باللغة العربية بعد قرون من التدهور إذ تلقى تعليماً ممتازاً منذ نعومة أظفاره أهله لأن يناقش كبار الأساتذة في اللغة والشعر ومن ذلك ما أوردته الصحف ولفتت إليه الأنظار حين قام بنقاش الشدياق حول انتقاد الشدياق لبعض الأبيات التي وردت في ديوان أبيه وعلى ما يبدو أن هذه المناظرة قد أثرت فيه إذ كان حين ذاك في الثالثة والعشرين من عمرة فحفزته للتعمق في الدراسات الأدبية واللغوية وجاءت دعوة الآباء اليسوعيين للشيخ إبراهيم ليعرب الكتاب المقدس فدرس السريانية والعبرية فانكب على هذا العمل حتى استطاع تعريب الكتاب المقدس بلغة عربية بليغة وواضحة.

## أقوال فيه
تولى إبراهيم اليازجي تحرير جريدة النجاح عام 1872م، ونزح إلى مصر عام 1894م ، وأسس مجلة الضياء في عام 1898م في القاهرة،  وتوفي في القاهرة عام 1906م. آراء معاصريه فيه:
- قال خير الدين الزركلي:عالم بالأدب واللغة.
- قال عمر رضا كحالة: أديب، لغوي.
- قال السيد رشيد رضا: "في الطبقة الأولى من أدباء نصارى بلاد الشام، وقد اشتهر بالعناية والبحث في اللغة العربية وانتقاد ما يكتب بها وإن قومه ليجلون قدره. ولكننا كنا نراهم على فخرهم به يشكون من عجبه وصلفه، ويألمون من غروره".
- ويقول الشاعر العراقي فالح الحجية في كتابه (شعراء النهضة العربية):التزم إبراهيم اليازجي القومية العربية وعمل في سبيل إحيائها وإذكائها في قلوب الناشئة العرب وبث الروح العربية المتوثبة في الشباب المثقف المتعطش إلى الحرية، وكان يعمل على استقلال البلاد العربية.

وقيل انه ينتمي إلى المنظمة الماسونية.[بحاجة لمصدر]

## مؤلفات
- نجعة الرائد وشرعة الوارد في المترادف والتوارد.
- العقد (ديوان شعر).
- لغة الجرائد، مطبعة مطر داخل المرور بمصر، 1901.

### مقالات
- العادة - مجلة الطبيب، عن: كتاب ذخيرة الأصغرين لمعقد جرمانوس، حريصا (لبنان) 1911.
- التعليم النافع - مجلة المنار 1900 ص. 198-200.

## وصلات خارجية
- إبراهيم اليازجي على موقع أرشيف الشارخ.

- الأعمال الشعرية الكاملة لابراهيم اليازجي في بوابة الشعراء
- عبده وازن، إبراهيم اليازجي «المعلّم» عن ديوان العرب
- إبراهيم اليازجي عن مركز الشرق العربي[وصلة مكسورة]